# Cathédrale-basilique du Christ-Roi de Reykjavik
Cette  cathédrale ne doit pas être confondue avec une autre cathédrale de Reykjavik.
 D’autres cathédrales portent le nom de cathédrale du Christ-Roi.
La cathédrale-basilique du Christ-Roi de Reykjavik (Basilika Krists konungs en islandais), appelée couramment « église de Landakot » (Landakotskirkja en islandais), est l’unique cathédrale catholique islandaise siège du diocèse catholique. Elle est située dans la partie occidentale de Reykjavik sur la propriété de Landakot (de). Elle se caractérise par un clocher de forme cubique.
Après que le pays est entièrement passé au luthéranisme, au XVIIe siècle, les premiers prêtres catholiques à revenir en Islande furent les Français Bernard Bernard et Jean-Baptiste Baudoin. Ils achetèrent la ferme de Landakot, située alors à proximité de Reykjavik, et s’installèrent au début du XIXe siècle. Ils bâtirent une chapelle en 1864. Quelques années plus tard, une petite église en bois fut édifiée sur Túngata, près de Landakot. Après la Première Guerre mondiale, les catholiques islandais décidèrent de la construction d'une cathédrale de style néogothique. La tâche fut confiée à l’architecte Guðjón Samúelsson. Le 23 juillet 1929 Landakotskirkja fut inaugurée. Ce fut à l’époque la plus grande église d’Islande.
Les messes sont dites en islandais, anglais, polonais et latin.
Landakotskirkja est située à quelques pâtés de maisons de la seule école catholique d’Islande.